# Поммар
Помма́р (фр. Pommard) — коммуна во Франции, находится в регионе Бургундия. Департамент коммуны — Кот-д’Ор. Входит в состав кантона Бон-Север. Округ коммуны — Бон. Код INSEE коммуны — 21492.
Поммар — один из аппелласьонов винодельческой зоны Кот-де-Бон, расположенный между Боном (к северу) и Вольне (к югу). Выпускает красные вина, которые считаются самыми мощными и терпкими в Кот-де-Бон. 
Винодельческое хозяйство Шато де Поммар, основанное в 1726 году, владеет огороженным виноградником Clos Marey-Monge, который с 1818 по 1936 годы принадлежал потомкам Гаспара Монжа. Во второй половине XX века виноградником владел всемирно известный мыслитель Жан Лапланш.

## Население
Население коммуны на 2010 год составляло 525 человек.
| 1962 | 1968 | 1975 | 1982 | 1990 | 1999 | 2010 |
| ---- | ---- | ---- | ---- | ---- | ---- | ---- |
| 838  | 840  | 754  | 606  | 552  | 594  | 525  |

## Экономика
В 2010 году среди 322 человек трудоспособного возраста (15—64 лет) 259 были экономически активными, 63 — неактивными (показатель активности — 80,4 %, в 1999 году было 74,7 %). Из 259 активных жителей работали 241 человек (130 мужчин и 111 женщин), безработных было 18 (4 мужчины и 14 женщин). Среди 63 неактивных 26 человек были учениками или студентами, 22 — пенсионерами, 15 были неактивными по другим причинам.